# Zbigniew Siemiątkowski
Zbigniew Siemiątkowski (* 8. Oktober 1957 in Ciechanów) ist ein polnischer Politiker. Er war von 1996 bis 1997 Innenminister Polens und von 2002 bis April 2004 Chef des polnischen Auslandsnachrichtendienstes Agencja Wywiadu (AW). Zudem gehörte er von 1991 bis 2005 dem Sejm in dessen I., II., III. und IV. Wahlperiode an.

## Leben

### Leben und Beruf
Ab 1977 studierte Siemiątkowski Politikwissenschaft an der Universität Warschau. 1981 schloss er mit dem Magister ab. 1987 erhielt er den Doktor in Geisteswissenschaften. Von 1981 bis 1991 war er als wissenschaftlicher Mitarbeiter an der Fakultät für Journalismus und Politikwissenschaften der Universität Warschau tätig.
Nach der Wahlniederlage in den Parlamentswahlen 2005 zog er sich aus dem politischen Leben zurück und kehrte zur wissenschaftlichen Arbeit an der Universität Warschau zurück und habilitierte sich dort 2012.
Siemiątkowski ist verheiratet.

### Politik
1978 trat Siemiątkowski in die Polnische Vereinigte Arbeiterpartei (PZPR) ein. Er war auch Mitglied der Nachfolgepartei Socjaldemokracja Rzeczypospolitej Polskiej (SdRP) und dem Bund der Demokratischen Linken (SLD). 1989 nahm er als Berater der Regierungsseite an den Beratungen am Runden Tisch teil. Bei den Parlamentswahlen 1991, 1993, 1997 und  2001 wurde er jeweils in den Sejm gewählt. 
Er fungierte 1995 als Sprecher der Präsidentschaftskampagne von Aleksander Kwaśniewski. Später wurde er zum Staatssekretär in der Kanzlei des Staatspräsidenten und zum stellvertretenden Chef des Büros für Nationale Sicherheit berufen. Von 1996 bis 1997 leitete er das Innenministerium. Von 2001 bis 2002 leitete er kommissarisch das Nachrichtendienst Urząd Ochrony Państwa. Bei der Parlamentswahl 2005 verpasste er die Wiederwahl in den Sejm und zog sich aus der Politik zurück.

### Nachrichtendienst
2002 wurde Siemiątkowski zum Leiter des polnischen Auslandsnachrichtendienstes Agencja Wywiadu (AW) berufen. Dieses Amt erfüllte er bis 2004.
Im März 2012 hat ihn die polnische Staatsanwaltschaft der illegalen Freiheitsberaubung und Körperverletzung beschuldigt. Die Vorwürfe stehen im Zusammenhang mit den so genannten Black Sites, Geheimgefängnissen der CIA zum Inhaftieren und Verhören von Ungesetzlichen Kombattanten, in Polen. Das Verfahren wurde 2020 ohne Schuldspruch eingestellt.